# Victor D'Hondt
Victor D'Hondt (Gand, 20 novembre 1841 – Gand, 30 maggio 1901) è stato un matematico e giurista belga.

## Biografia
Professore di diritto civile e fiscale presso l'Università di Gand, Victor D'Hondt è conosciuto soprattutto per l'omonimo metodo, da lui inventato e descritto per la prima volta nel 1878, per l'attribuzione dei seggi nei sistemi elettorali di tipo proporzionale.

## Opere
- (FR) La représentation proportionnelle des partis par un électeur, Gand, 1878.
- (FR) Système pratique et raisonné de représentation proportionnelle. Bruxelles, 1882
- (FR) Exposé du système pratique de représentation proportionnelle, Gand, Imprimerie Eug. Vanderhaeghen, 1885.
- (FR) Tables de division des nombres 1 à 400 par 1 à 31 et 401 à 1000 par 1 à 13 pour la répartition proportionnelle des sièges en matière électorale avec exposé de la méthode, Gand, A Siffer, 1900.